# Bothriocline pectinata
Bothriocline pectinata là một loài thực vật có hoa trong họ Cúc. Loài này được (O.Hoffm.) Wild & G.V.Pope mô tả khoa học đầu tiên năm 1977.